# Heaven Knows I'm Miserable Now
«Heaven Knows I'm Miserable Now» (en españolː "El cielo sabe que soy miserable ahora") es uno de los sencillos más conocidos de la banda británica The Smiths. Alcanzó el puesto número 10 en el UK Singles Chart en junio de 1984. Posteriormente, fue incluido en el álbum recopilatorio "Hatful of Hollow". La canción fue elegida como una de las "500 canciones que dieron forma al Rock and Roll" según The Rock and Roll Hall of Fame.
El sencillo fue objeto de cierta polémica en Gran Bretaña en el momento de su lanzamiento a causa de la letra de la canción que ocupaba la cara B, "Suffer Little Children", que trata sobre ciertos asesinatos de niños, los llamados "Moors murders", ocurridos entre 1963 y 1965 en Mánchester.
La canción recibió su título por influencia de la canción de Sandie Shaw "Heaven Knows I'm Missing Him Now". Años más tarde, el título de la canción fue tomado a su vez por el periodista Andrew Collins para nombrar a su libro autobiográfico "Heaven Knows I'm Miserable Now: My Difficult Student 80s", publicado en 2004.

## Listado de canciones
| 7" RT156 |                                  |          |  |
| N.º      | Título                           | Duración |  |
| 1.       | «Heaven Knows I'm Miserable Now» | 3:34     |  |
| 2.       | «Suffer Little Children»         | 5:27     |  |

- en la edición original

| 12" RTT156/CD RTT156CD |                                  |          |  |
| N.º                    | Título                           | Duración |  |
| 1.                     | «Heaven Knows I'm Miserable Now» | 3:34     |  |
| 2.                     | «Girl Afraid»                    | 2:46     |  |
| 3.                     | «Suffer Little Children»         | 5:27     |  |

- Datos: Q3784027